# Graham Hancock
Graham Bruce Hancock (Edinburgh, 2 augustus 1950) is een Brits schrijver, journalist en reiziger, die bekend is om zijn pseudowetenschappelijke theorieën over oude beschavingen, veranderingen van de aarde, stenen monumenten of megalieten, veranderde staten van bewustzijn, oude mythen en astronomische en astrologische data uit het verleden.
Hancock schreef verschillende internationale non-fictie bestsellers. Meer dan zeven miljoen boeken zijn er van hem wereldwijd verkocht, vertaald in dertig talen. Hij reisde de wereld rond om ter plaatse voor zijn boeken onderzoek te doen.
Reguliere academici hebben Hancocks interpretaties van archeologisch bewijsmateriaal en historische documenten geïdentificeerd als een vorm van pseudoarcheologie of pseudogeschiedenis, die vooringenomenheid van een vooropgezette conclusie bevatten door de context te negeren, aan cherry picking te doen of het verkeerd interpreteren van bewijsmateriaal en het achterhouden van kritieke gegevens die het tegendeel bewijzen. Zijn geschriften hebben geen brede wetenschappelijke toetsing ondergaan en zijn ook niet gepubliceerd in academische tijdschriften.

## Biografie
Hancock werd in 1950 als enig kind geboren binnen een christelijk gezin in Edinburgh. Het gezin verhuisde naar India toen Hancock drie jaar was gezien zijn vader er ging werken als chirurg.  
Het gezin woonde vier jaar in de staat Tamil Nadu. Hancock werd rond zijn vijftiende atheïst. Hancock beleefde tijdens de maand mei 1968 op 17-jarige leeftijd een 'bijna-doodervaring'.  Hij werd geëlectrocuteerd tijdens het opruimen na een huisfeest. Hij trad toen buiten zijn lichaam en kon hiermee zichzelf vanop een afstand zien. Kort daarna kreeg Hancock te maken met migraineaanvallen. 
Graham studeerde in 1973 af aan de Universiteit van Durham, waarbij hij een First Class Honours degree in de sociologie ontving. 
Hancock werkte als journalist voor verschillende Britse kranten, waaronder The Times, The Sunday Times, The Independent en The Guardian. Hij was co-redacteur van het tijdschrift New Internationalist van 1976 tot 1979 en correspondent in Oost-Afrika voor The Economist van 1981 tot 1983.
Toen hij in de veertig was kreeg hij belangstelling voor het Egyptisch dodenboek, de oudere Piramideteksten, Sarcofaagteksten, Boek der Poorten, Amdoeat en Book of the Breaths of Life.
Hij is gehuwd met Santha Faiia, een Maleisische van Tamil origine uit Penang, Maleisië, een professioneel fotograaf, gespecialiseerd in oude culturen en monumenten. Haar foto's illustreren hun boeken. 
Ze hebben samen zes kinderen.
In mei 2017 raakte Hancock na epileptische aanvallen en een kleine hartaanval in coma in een hotel in Bloomfield, New Mexico tijdens een studiereis voor het boek America Before (2019). 
Hij werd opgenomen in het San Juan Regional Medical Center in Farmington en kon na een paar dagen alweer worden ontslagen.
Op 14 augustus 2017, thuis in Bath, Engeland, kreeg Hancock zwaardere aanvallen en werd opgenomen in het Royal United Hospital in Bath.
Hij werd 48 uur in coma gehouden. Epileptische aanvallen bleken niet het gevolg te zijn van bloedpropjes in de aderen, maar van het voorschrift van medicijnen tegen migraine. 
Sindsdien werden zijn medicinale voorschriften aangepast.

## Ayahuasca
In Supernatural: Meetings with the Ancient Teachers of Mankind (2005) schreef Hancock over sjamanisme en het gebruik van de drank en drug ayahuasca met het actieve ingrediënt DMT, waarmee een trance toestand wordt teweeggebracht, geometrische patronen worden waargenomen en andere buitenwereldlijke en bovennatuurlijke plaatsen worden bezocht als de Melkweg en Andere Wereld. Het is een ervaring van sterven en in een andere wereld geboren worden. In die andere wereld zou ook gemakkelijker contact gelegd worden met andere wezens. Sjamanen nemen een chaotisch verslag mee terug als ze uit de trance ontwaken, waarna ze er als een Griekse Pythia een verklaring van moeten geven. De sjamaan had vanouds de opdracht het welzijn van de groep waarin hij of zij leefde op deze manier te bevorderen en was ook 'medicijnman' of dokter.
In America Before (2019) schrijft Hancock zelf sinds 2003 aan 70 ayahuasca sessies te hebben deelgenomen. Hij brengt de Geogliefen in de Amazone in verband met de geometrische patronen die tijdens een trance door ayahuasca worden waargenomen. Ook zouden inheemse stammen als de Aroana's idolen maken in de vorm van geometrische figuren. Meer dan 70 inheemse stammen zouden gebruik maken van ayahuasca en er zijn verschillende namen voor het brouwsel: yajé, natema, caapi, cipo, shori etc.
Volgens Hancock heeft de moderne high-tech beschaving de psychedelics gedemoniseerd, maar zouden andere beschavingen uit het verleden dat niet hebben gedaan. Volgens hem werden deze powerful agents of transformation door oude beschavingen gebruikt om de werkelijkheid diepgaand te onderzoeken en blijft de moderne beschaving met die werkelijkheid dan ook onbekend.

## Werken
- Lords of Poverty (1989)
- The Sign of the Seal (1992)
- Fingerprints of the Gods (1995)
- The Message of the Sphinx (1996, met co-auteur Robert Bauval)
- Keeper of Genesis (1996, met R. Bauval)
- The Mysterious Origins of Man (1996)
- The Mars Mystery (1998)
- Heaven's Mirror (1998)
- Underworld: The Mysterious Origins of Civilization (2002)
- Talisman: Sacred Cities, Secret Faith (2004, met R. Bauval)
- Supernatural: Meetings With the Ancient Teachers of Mankind (2005)
- Entangled: The Eater of Souls (2010, roman)
- Magicians of the Gods: The Forgotten Wisdom of Earth's Lost Civilization (2015)
- America Before: The Key to Earth's Lost Civilization (2019)

### Fingerprints of the Gods

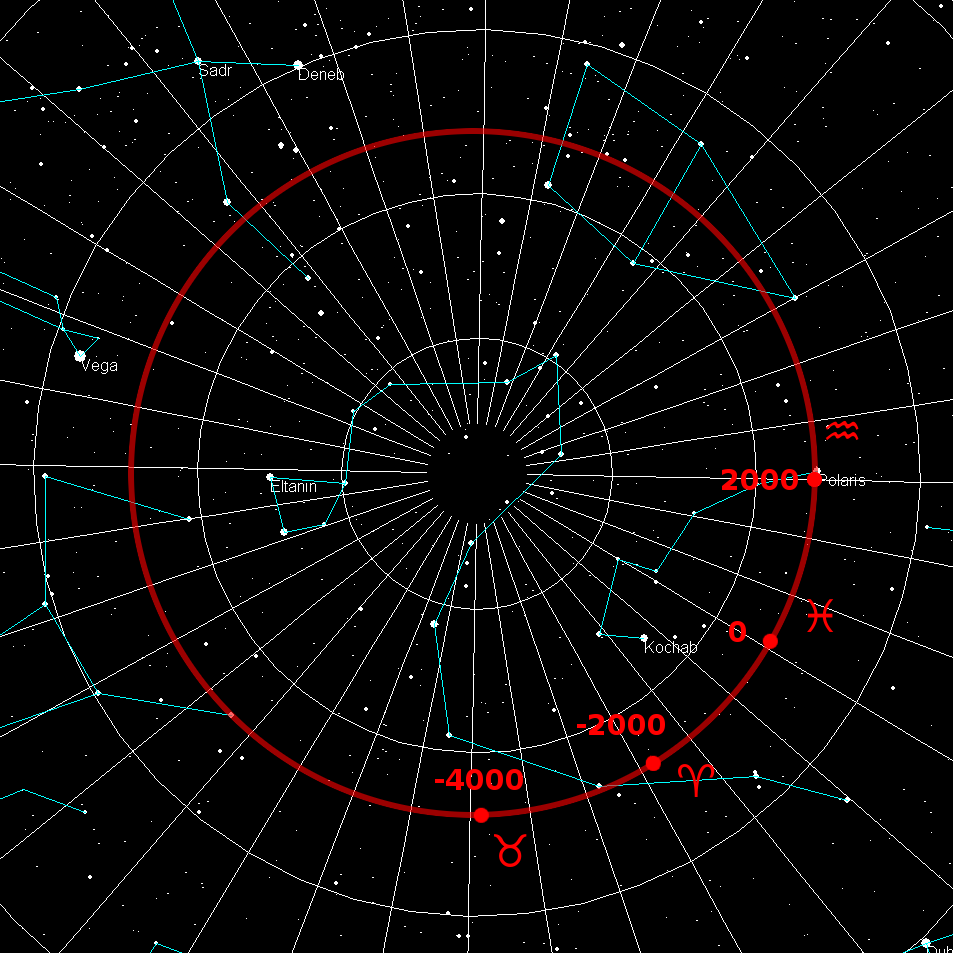
Het pad van de Noordpool (aardas) van de aarde geprojecteerd in de hemel, beschrijft een cirkel van een cyclus van 25.772 jaar. Wat rood is geeft de positie aan van de Poolster in het heden en verleden en het dierenriemteken waarin de lente-equinox in die tijd plaatsvindt. De zon reist in 2160 jaar door een dierenriemteken. De komende 2000 jaar zal de lente-equinox in Waterman plaatsvinden (Watermantijdperk).

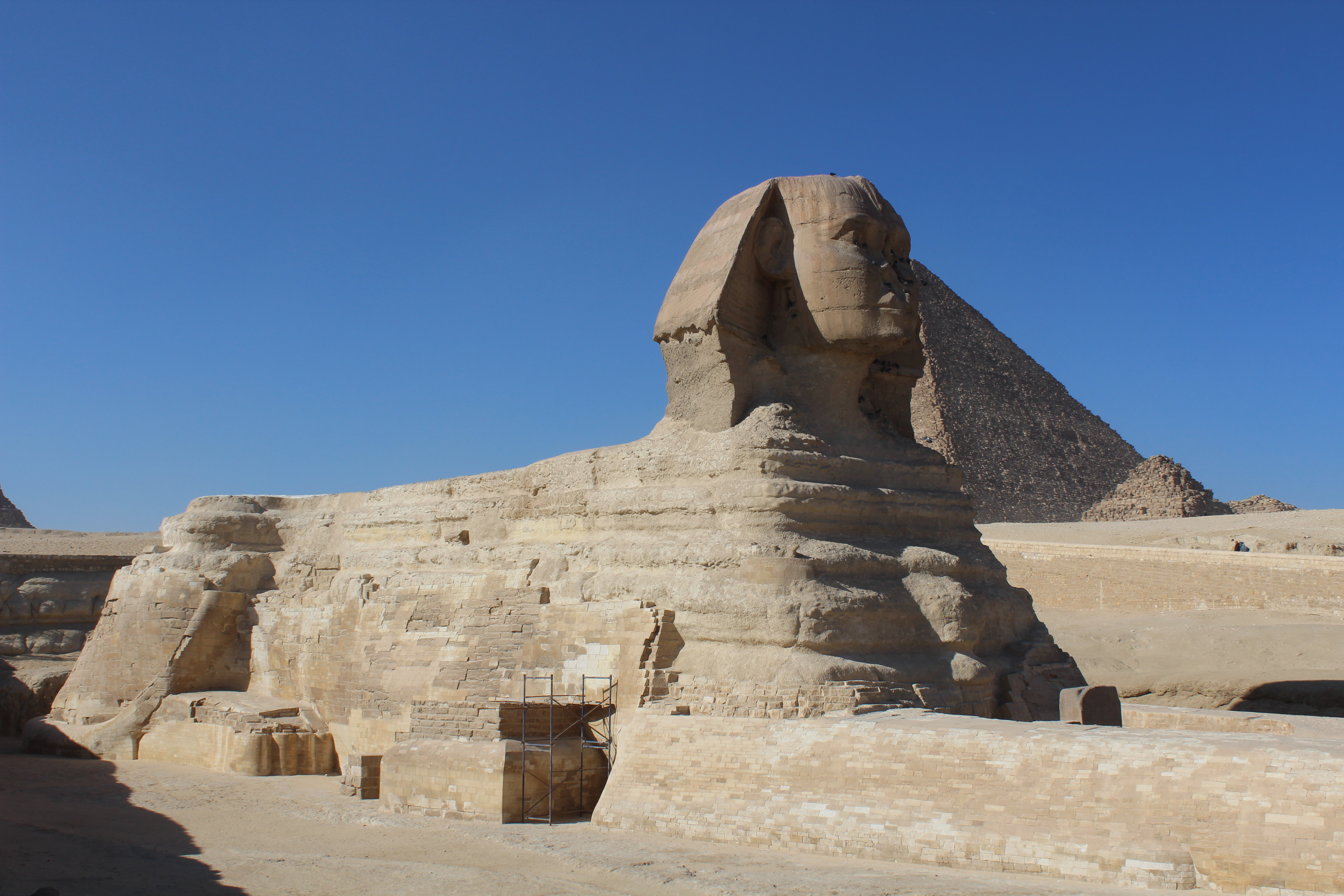
Sfinx van Gizeh, volgens Hancock een leeuw uit het astrologisch tijdperk van Leeuw, ca. 10.500 v.Chr., geërodeerd door zware regenval en vloedgolven van de Nijl vóór aanvang van de Egyptische dynastieën. Uit het aangetaste, oorspronkelijke leeuwenhoofd zou later het hoofd van een Egyptische farao zijn gehakt.

In Fingerprints of the Gods (1995) neemt Hancock de lezer mee naar plaatsen, die hijzelf met zijn vrouw bezocht heeft, in Peru van de Inca's en Mexico van de Azteken en Maya's, met name naar Tiwanaku aan het Titicacameer, hoofdstad van de witte, bebaarde cultuurheld Viracocha en Teotihuacan aan het Texcocomeer, hoofdstad van de witte, bebaarde priesterkoning Topiltzin Ce Acatl Quetzalcoatl. Hij vraagt zich af of de monumenten opgeworpen kunnen zijn door een verloren hoogontwikkelde beschaving, die door de rampen van de laatste IJstijd verdween. Die hoogontwikkelde beschaving zou technologisch genoeg ontwikkeld zijn om wereldkaarten te maken en door een wiskundige codering, in mythen van catastrofen (watervloed, vuur, ijs, orkaan), astronomische informatie door te geven aan tijden met een genoeg ontwikkelde beschaving om de informatie te decoderen. Wiskunde zou een eeuwige universele taal zijn, gebruikt om de precessie van de equinox te beschrijven, gecombineerd met een levendig verslag van een ramp. De weg die de aarde aflegt om de zon en de baan van de aardas door de cyclus van de precessie van de equinox (het 'Grote Jaar', cyclus van 25.920 jaren door de 12 dierenriemtekens, als een langzaam malende molen), zou gevolgen hebben voor het ontstaan en afnemen van ijskappen op aarde. Hancock refereert aan Maps of the Ancient Sea Kings van Charles Hapgood voor de wereldkaarten en aan Hamlet's Mill (van professor Giorgio de Santillana en Von Dechend) voor de steeds terugkerende symboliek en getallen in wereldwijd voorkomende zondvloedmythen en Variations in the Earth's Orbit: Pacemaker of the Ice Ages (van professoren J.D. Hays en John Imbrie).
Hancock reisde ook met zijn vrouw naar Gizeh in Egypte en schreef dat het opvallend was, dat de piramiden geen inscripties hebben en leeg, zonder mummies van Egyptische farao's zijn gevonden. In 1995 veronderstelde hij nog dat kolonel Howard Vyse in 1837 zelf de groeve-markeringen in hiërogliefen in de 'ontlastingskamer' van de Piramide van Cheops kon hebben aangebracht. Hij wees ook op de 'Inventaris-stèle', die ervoor zou pleiten dat Cheops niet de bouwer was van de Grote Piramide. Maar in het voorwoord van de uitgave van 2001 komt hij terug op zijn eerdere overtuiging: hij had kritiekloos Zecharia Sitchins vervalsingstheorie overgenomen en kon in december 1997 zelf vaststellen, toen hij van dr. Zahi Hawass de kans kreeg de koningskamer te onderzoeken, dat de hiërogliefen zo diep lagen, dat ze wel 'authentieke Oude Rijk graffiti moeten zijn en dat ze in de blokken waren achtergelaten voor de bouw begon.' Sindsdien is hij ervan overtuigd dat de Grote Piramide in de 4e dynastie door Cheops werd gebouwd. Hancock houdt echter vol dat de Sfinx ouder is dan de drie piramiden en dat de drie piramiden de hemel van 10.500 v. Chr. moesten vastleggen.
Op basis van het werk van Robert Bauval, John Anthony West en Robert M. Schoch is Hancock van mening dat de piramiden van Gizeh de drie sterren van de gordel van Orion weergeven (Al Nitak, Al Nilam en Mintaka) en de Grote Sfinx is geërodeerd door zware regenval, die alleen in het 11e millennium v.Chr. zou hebben kunnen plaatsvinden. De Sfinx zou het astrologisch tijdperk van Leeuw (10.970 - 8.810 v.Chr.) markeren, terwijl binnen die periode, in 10.450 v.Chr., de drie sterren van de gordel van Orion hun laagste positie aan de hemel bereikten.

### Magicians of the Gods

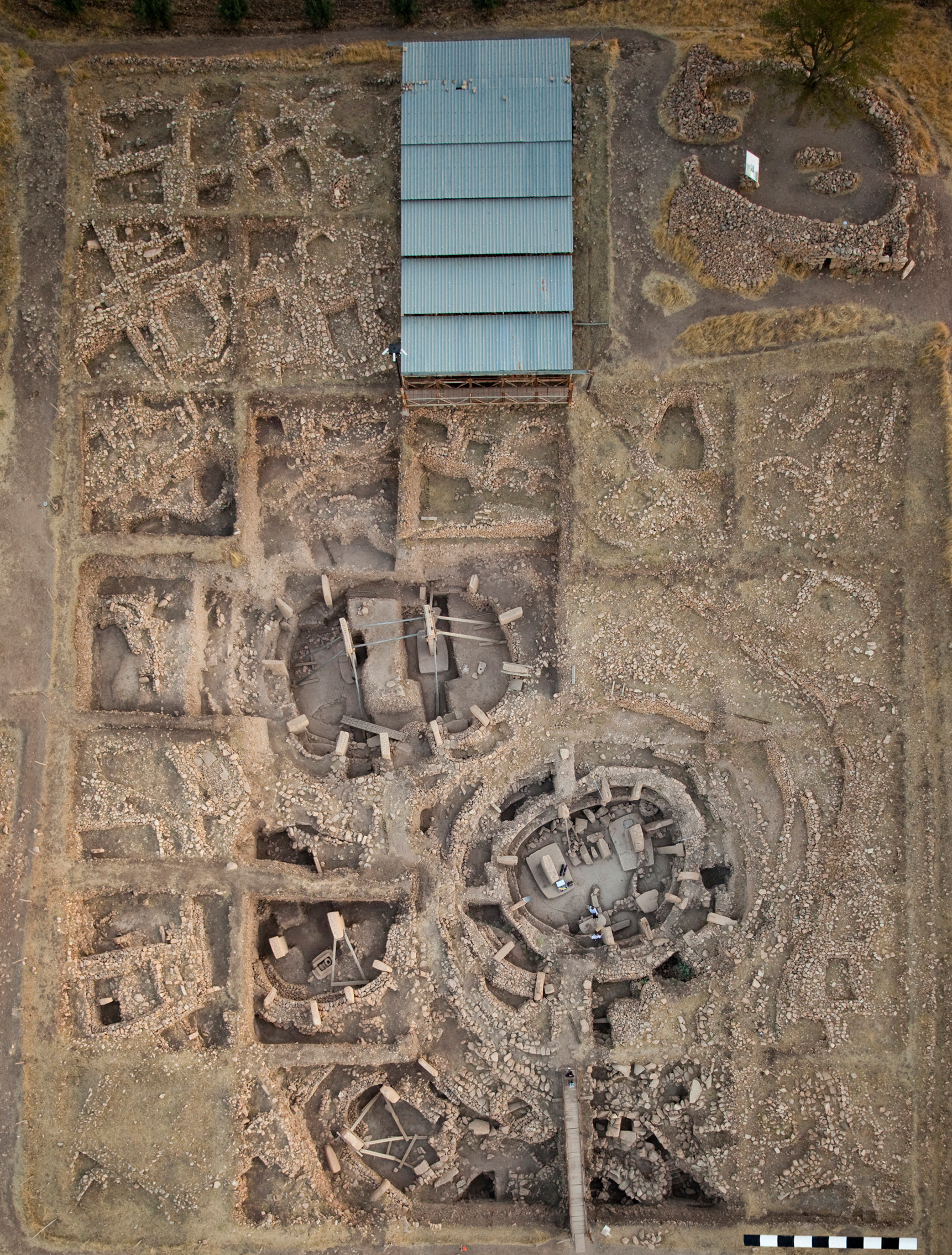
Overzichtsfoto van het belangrijkste opgravingsgebied van Göbekli Tepe, met de ronde omheiningen A, B, C en D en een aantal rechthoekige structuren.

Net als Plato in zijn Timaios, is Hancock van mening dat de mensheid lijdt aan amnesie: ze is vergeten wat er in het verleden met de mensheid gebeurd is.
De titel verwijst naar de zeven apkallus van Enki (Ea, de wijsheidsgod), van Sumer/Babylonië en de Zeven Wijzen, die genoemd worden in de Egyptische Edfu Building Texts. Hun thuisland zou ten onder zijn gegaan in vuur en water en zij zouden plekken op aarde hebben gezocht om hun verloren heilige beschaving opnieuw op te bouwen. Zij zouden het plan hebben opgevat de periode van 10.500 v.Chr. in monumenten als in Gizeh, de piramiden en de Sfinx, vast te leggen, die de tijd konden weerstaan. De monumenten zouden verband houden met astronomische constellaties, zoals ze zich in die periode voordeden, om de herinnering aan de ramp te bewaren. Sindsdien bleef volgens Hancock hun cultus middels een broederschap bestaan.
In Magicians of the Gods schrijft Hancock over het plotselinge opkomen van Göbekli Tepe in 9600 v.Chr., met het verschijnen van monolithische architectuur en akkerbouw. De Jonge Dryas-impacthypothese (inslag van komeetfragmenten) passeert daarna uitgebreid de revue, om de vloed te verklaren die aan het begin van het Jonge Dryas optrad (12.800 jaar geleden). De zeespiegel steeg door het smelten van de Noord-Amerikaanse ijskap met 40 meter (van -100 tot -60 meter ten opzichte van het huidige zeespiegelpeil). Na een periode van opwarming volgde er met het Jonge Dryas 1200 jaar van afkoeling, door smeltwater in de oceaan en blokkade van zonlicht door de komeetinslag en de verbranding van biomassa. Het Jonge Dryas eindigde even abrupt als het begon met een tweede vloed door het instorten van de laatste ijskappen van Noord-Amerika en Europa (9600 v.Chr.). Dit is de periode waarin Plato zijn catastrofe plaatst, die een einde maakte aan het legendarische Atlantis. Volgens Hancock, bewijst professor Cesare Emiliani met een isotopische analyse van diepzee sediment, dat er tussen 12.000 en 11.000 jaar geleden zich een cataclysmische vloed voordeed. Dat is aan het eind van de Wisconsin glaciation (75.000 - 11.000 jaar geleden). Na de koude periode van het Jonge Dryas, 1200 jaar lang, werd het klimaat weer warmer.
Volgens Jesus Gamarra, met wie Hancock monumenten bezocht, die aan de Inca's worden toegeschreven, werden de monumenten in verschillende tijdperken of 'werelden' opgericht. Die tijdperken noemden de Inca's Hanan Pacha, Uran Pacha en Ukun Pacha (het tijdperk van de Inca's, waarin met kleinere stenen werd gebouwd).

### America Before
In America Before (2019) onderzoekt Hancock vooral de Amerika's: het Amazoneregenwoud, de mounds van de Mississippivallei, de Cloviscultuur. Lang werd aangenomen dat de Cloviscultuur de eerste cultuur was van de oudste  bewoners van Amerika. Hancock wijst op de rol van het Smithsonian Institution in het vasthouden aan de Clovis First theorie. Hancock noemt archeologische sites met data van vóór de Cloviscultuur. Hij wijst op geogliefen in de Amazone, die vanuit de lucht zichtbaar zijn, nu er zoveel bos is verbrand om er weidegrond van te maken. Er zijn, net als in de Mississippivallei, soms 'mounds' bij deze aardwerken aanwezig. De geometrische vormen verbindt Hancock met de Nazcalijnen en de geometrische geogliefen in de Mississippivallei.
Hancock is zijn hele leven op zoek naar de aanwijzingen dat een verloren beschaving in de ijstijd verantwoordelijk is voor het opkomen van mysterieuze bouwwerken over de hele wereld, die vaak in verband staan met solstitium en equinox en mogelijk met ideeën over een leven na de dood, het hiernamaals en onsterfelijkheid. In veel culturen werd aangenomen dat de mens een ziel heeft, die na het overlijden een tocht maakt door hemelse gebieden, beoordeeld wordt en getransformeerd wordt tot een 'ster'. Hancock wijst op de rol van Orion en de Melkweg in Egypte en Amerika. De Egyptische god Osiris was Orion en volgens Hancock en de Belgische schrijver Beauval waren de drie piramiden van Gizeh gebouwd, volgens het schema van de 'gordel van Orion'. Het oude motto 'Zo boven, zo beneden', zou zijn opgevat om bouwwerken te maken die constellaties aan de hemel weerspiegelen. Deelnemers aan de bouw bereidden zich zo voor op het bereiken van onsterfelijkheid in de hemel.

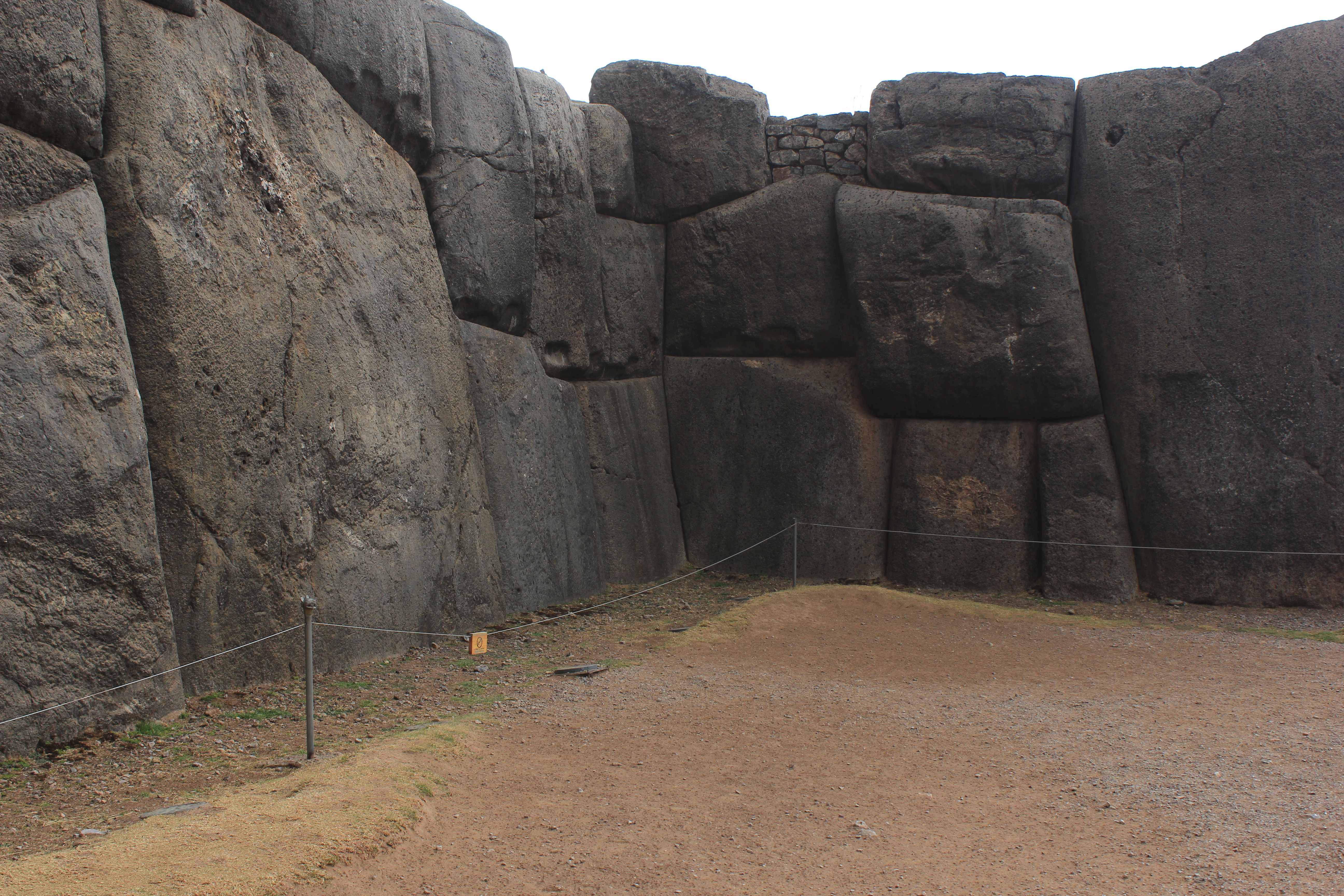
Cyclopische muren van Sacsayhuaman, Peru, Zuid-Amerika

Hancock houdt het voor mogelijk dat een komeetinslag of meerdere komeetinslagen aan het begin van de Jonge Dryas (12.800-11.600) een einde maakte aan een verloren beschaving in Noord-Amerika. Die cultuur zou grote kennis hebben gehad op het gebied van bovennatuurlijke zaken zoals telekinese, 'een lichaam bewegen met wilskracht en zonder fysieke kracht', astronomie (met remote viewing, 'de vermeende praktijk om indrukken op te doen van een verafgelegen of onzichtbaar object, middels buitenzintuiglijke perceptie') en telepathie, 'vermeende communicatie tussen personen middels een mechanisme, dat door bekende wetenschappelijke wetten niet wordt ondersteund' en 'helende krachten', zonder fysieke ingreep of medische behandeling). 
Naast de verwoestende effecten van deze wereldramp zou door menselijk handelen er alles aan gedaan zijn om sporen van deze beschaving uit te wissen: de Spanjaarden en daarna andere kolonisten uit Europa deden verwoede pogingen om de indiaanse culturen met wortel en tak uit te roeien, waarbij de bevolking werd uitgemoord (ook door meegebrachte ziektes) en kunst, architectuur, boeken en kennis voor altijd verloren gingen. Van de mounds van de Mississippivallei, nog waargenomen in de 19e eeuw, zou slechts 10% zijn bewaard. 
Dezelfde vernietiging deed zich voor in Egypte toen het christendom zich tegen het nalatenschap van het Oude Egypte keerde. Hierdoor is kennis over het verleden, door opzettelijk handelen van mensen, verloren gegaan.